# Prezentacja cara Wasyla Szujskiego i jego braci Dymitra i Iwana królowi i stanom Rzeczypospolitej w Sali Senatorskiej Zamku Królewskiego w Warszawie w roku 1611 (sztych Tomasza Makowskiego)
Prezentacja cara Wasyla Szujskiego i jego braci Dymitra i Iwana królowi i stanom Rzeczypospolitej w Sali Senatorskiej Zamku Królewskiego w Warszawie – odbitka bartynotypowa, sztych z miedziorytu Tomasza Makowskiego wykonany na podstawie obrazu Tomasza Dolabelli „Przyjęcie Szujskich w Sali Senatu w 1611 r.”. 
Na sztychu przedstawione zostało wnętrze Izby Senatorskiej, znajdujące się w przebudowanym Domu Wielkim Zamku Królewskiego w Warszawie, w momencie kiedy król Zygmunt III Waza przyjmował pojmanych przez hetmana Stanisława Żółkiewskiego carów Szujskich. Dzieło wykonane przez Tomasza Makowskiego na podstawie obrazu Tomasza Dolabelli odznacza się konkretnością i realizmem. Sztych jest szczególnie cennym przekazem ikonograficznym.  
Widzimy Izbę Senatorską podczas prezentacji cara Wasyla IV Szujskiego, którą nazywano „przed radną”. W tym pomieszczeniu marszałek wielki koronny przyjmował delegację poselską donoszącą o ukonstytuowaniu się izby poselskiej. Tu delegacja oczekiwała na zaproszenie przez króla do senatu. Izba Senatorska, oprócz funkcji sejmowych, pełniła też funkcję audiencyjnej, gdzie król w obecności senatu przyjmował cudzoziemskie delegacje. Miedzioryt Makowskiego przedstawia m.in. okna sali z szybkami oprawnymi w ołów, o podziałach geometrycznych.